# Кальменов, Атлаш Алпысбаевич
Атлаш Алпысбаевич Кальменов (Атлаш Алпысбайұлы Кәлменов) (1902—1938) — советский государственный деятель, нарком местной промышленности Казахской АССР (1936—1938).
Родился в 1902 году в Темире в семье Алпысбая Калменова — депутата первой Государственной Думы Российской империи.
Окончил в 1917 году гимназию в городе Актюбинск, в 1921 году Ташкентский рабфак, в 1935 году Всесоюзную академию планирования в Москве (специальность финансист-экономист). Член РКП(б) с 1926 года.
- 1922 уполномоченный в системе Казахского госторга, Оренбург.
- 1922—1923 заведующий Темирским уездным отделом торговли.
- 1923—1924 инструктор Темирского уездного отдела народного образования, инструктор Темирского уездного комитета РКСМ.
- 1924—1926 секретарь Адаевского уездного комитета РЛКСМ/ВЛКСМ, председатель уездного ревкома, заведующий уездным финансовым отделом (форт Александровский).
- 1927—1929 начальник Бюджетного управления и член коллегии Наркомата финансов Казахской АССР, уполномоченный Управления государственного страхования Казахской АССР.
- 1929—1931 заведующий Кара-Калпакским областным финансовым отделом, г. Турткуль.
- 1931—1932 старший консультант Наркомата финансов РСФСР.
- 1932 — декабрь 1934 зам. — врид постпреда, постпред Кара-Калпакской АССР при ВЦИК.
- 12.1934 −1935 секретарь — зам. председателя ЦИК Кара-Калпакской АССР.

С апреля 1935 года по сентябрь 1936 года заместитель народного комиссара, с сентября 1936 года народный комиссар местной промышленности Казахской АССР.
Делегат I съезда КП(б)К (1937).
Арестован 3 января 1938 года. 8 марта того же года приговорён Военной Коллегией Верховного Суда СССР по обвинению по статьям в 58-2, 58-8, 58-9, 58-11 УК РСФСР к расстрелу. Реабилитирован по одним источникам 11 июня 1957, по другим 11 мая 1956 года.
Жена — Гулбаршын Жакеевна Кальменова, две дочери — Роза и Жанна, и сын Мухаметжан — геолог, кавалер ордена Трудового Красного Знамени.